# Thylactus sumatrensis
Thylactus sumatrensis är en skalbaggsart som beskrevs av Hüdepohl 1987. Thylactus sumatrensis ingår i släktet Thylactus och familjen långhorningar. Inga underarter finns listade i Catalogue of Life.